# Каролювка (Люблінське воєводство)
Каролювка (пол. Karolówka) — село в Польщі, у гміні Фрамполь Білґорайського повіту Люблінського воєводства.
Населення — 400 осіб (2011).
У 1975-1998 роках село належало до Замойського воєводства.

## Демографія
Демографічна структура станом на 31 березня 2011 року:
|          | Загалом | Допрацездатний вік | Працездатний вік | Постпрацездатний вік |
| -------- | ------- | ------------------ | ---------------- | -------------------- |
| Чоловіки | 208     | 50                 | 131              | 27                   |
| Жінки    | 192     | 39                 | 108              | 45                   |
| Разом    | 400     | 89                 | 239              | 72                   |